# Drums and Guns
| Recensione | Giudizio |
| ---------- | -------- |
| AllMusic   |          |

Drums and Guns è l'ottavo album discografico in studio del gruppo musicale statunitense Low, pubblicato nel 2007.

## Tracce
1. Pretty People – 3:01
2. Belarus – 3:17
3. Breaker – 2:53
4. Dragonfly – 3:44
5. Sandinista – 2:22
6. Always Fade – 3:57
7. Dust on the Window – 4:12
8. Hatchet – 2:18
9. Your Poison – 1:13
10. Take Your Time – 4:18
11. In Silence – 2:46
12. Murderer – 3:43
13. Violent Past – 3:38